# Mehrzweckschiff
Ein Mehrzweckschiff ist durch seine Bauart in der Lage, als Frachtschiff verschiedene Ladungsgüter zu transportieren oder als Arbeitsschiff mehrere Funktionen auszuführen.

## Frachtschiffe

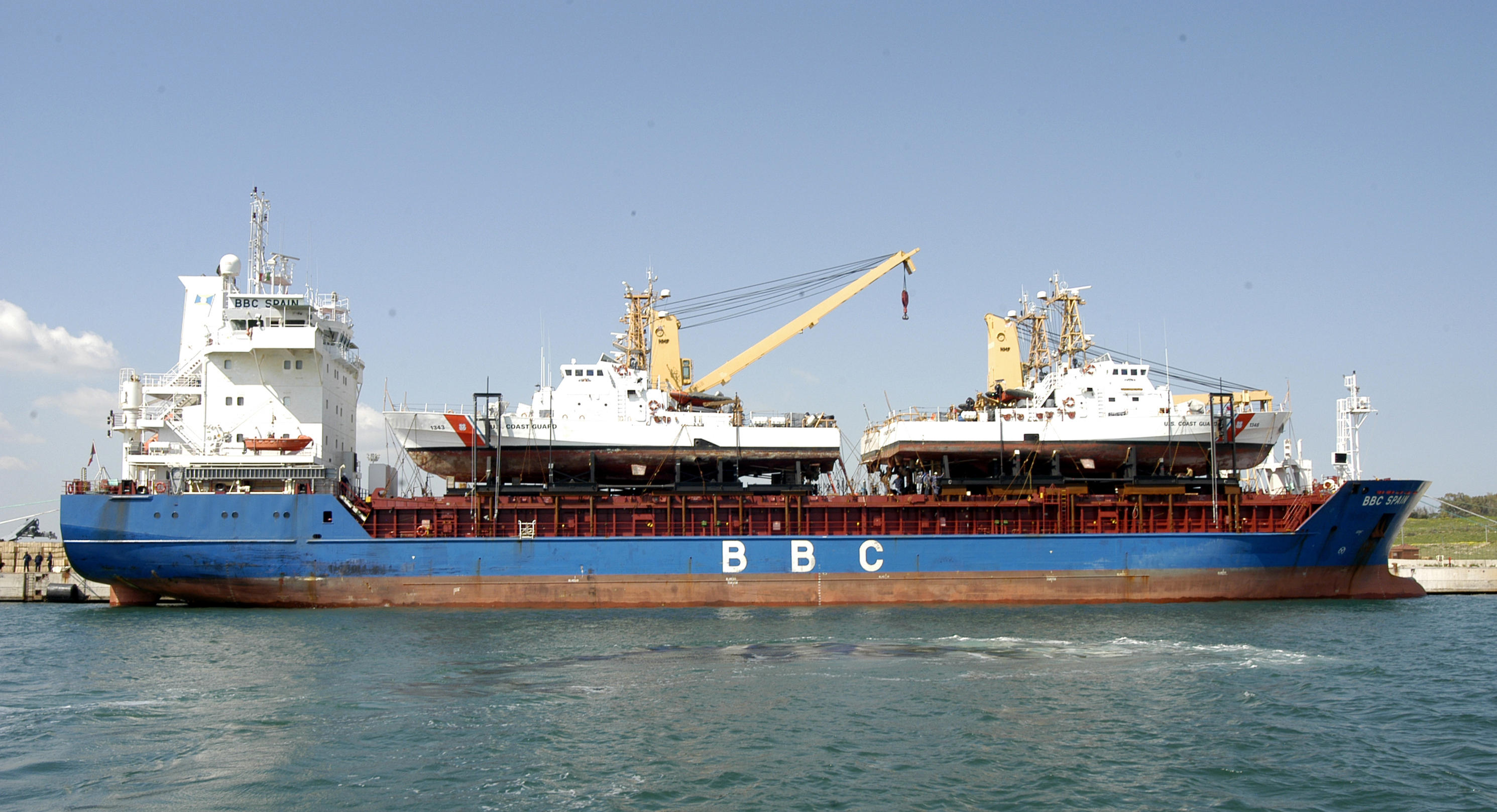
Mehrzweck-Frachtschiff BBC Spain

Mehrzweck-Frachtschiffe sind im Vergleich zu den heutigen Containerschiffen und Massengutfrachtern eher klein und nicht für ein bestimmtes Ladungsgut gebaut. Stattdessen können sie Stückgut, Schüttgut, Massengut und/oder ISO-Container aufnehmen. Viele Schiffe dieses Typs haben ein eigenes Ladegeschirr und sind gemäß SOLAS auch für den Transport von Gefahrgut zugelassen. Mit verstärkter Tankdecke kann auch Schwergut geladen werden. Der Germanische Lloyd klassifiziert diese Schiffe als Multi-Purpose Dry Cargo Ship (deutsch Mehrzweck-Trockenfrachter). Ein Beispiel dieses Schiffstyps ist die BBC Spain.

## Arbeitsschiffe

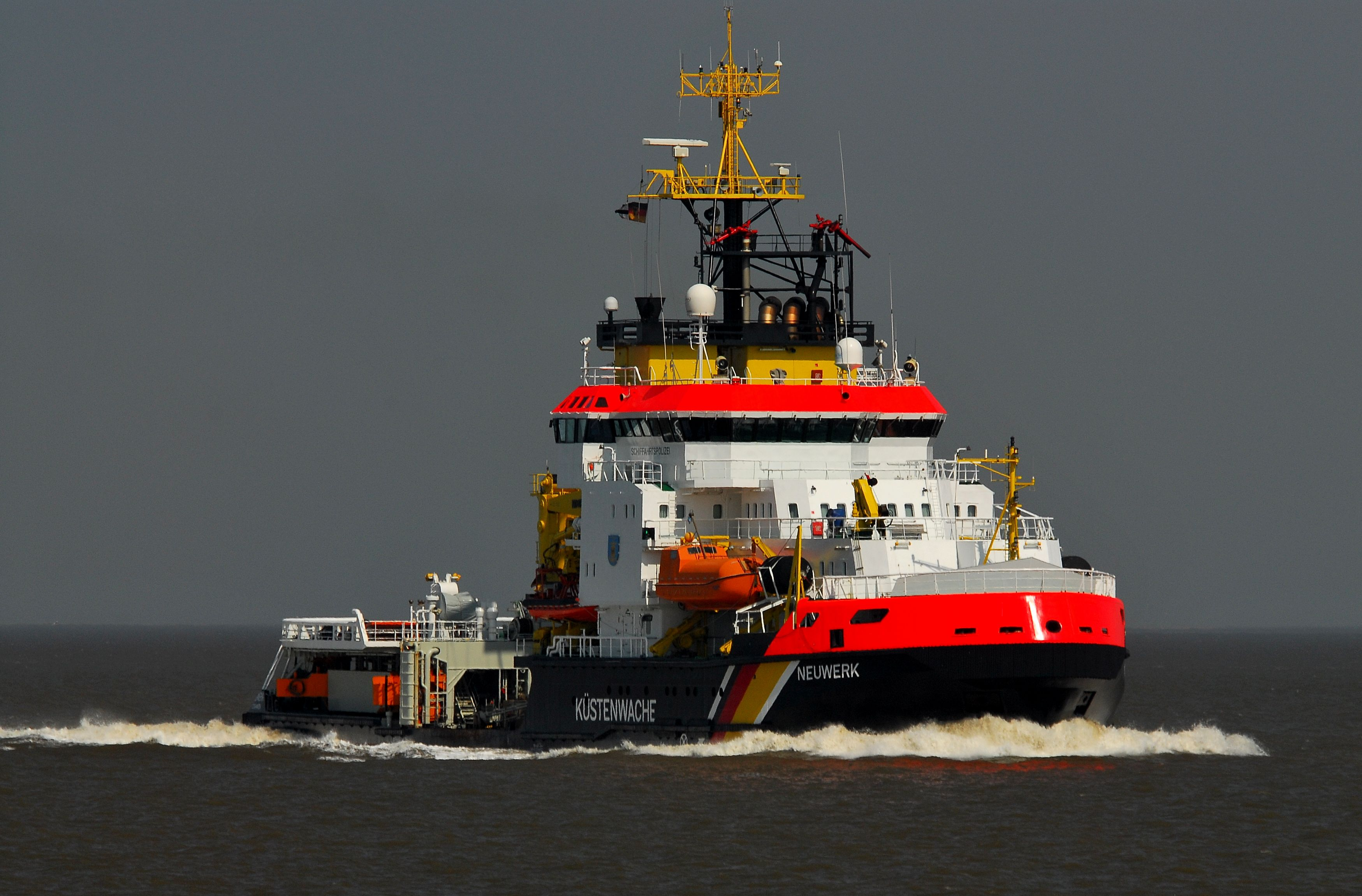
Mehrzweck-Arbeitsschiff Neuwerk

Aus wirtschaftlichen Gründen werden auch immer mehr Arbeitsschiffe als so genannte Mehrzweckschiffe gebaut, sie werden im Gegensatz zu den Frachtschiffen jedoch nicht als solche klassifiziert. Ein Beispiel ist die Neuwerk, die als Eisbrecher, Notschlepper, Tonnenleger, für die maritime Brand- und Schadstoffunfallbekämpfung sowie für schifffahrtspolizeiliche Aufgaben eingesetzt werden kann. Das Aufgabenspektrum kann bei vielen Schiffen durch die Aufnahme von Containern ergänzt oder erweitert werden.  